# Thiago Bolinha
Thiago Teles Martins, plus connu sous le nom de Bolinha, né le 19 février 1987 à São Paulo, est un joueur de futsal d'origine brésilienne et international azéri.
Bolinha débute au Brésil et porte le maillot de Maringá, Joinville, São José, Tubarão et Marreco. À l'étranger, il joue pour Tulpar (Kazakhstan) puis deux ans avec l'Araz (Azerbaïdjan) et Norislk Nickel, à l'extrême nord de la Russie.

## Biographie
Tiago Bolinha joue au Marreco Futsal, au Brésil, pendant une demi-saison en 2016. Après Marreco, il joue pour l'Araz en Azerbaïdjan et Norilsk Nickel de Moscou.
En 2020, Thiago Bolinha rejoint le MFK Tyumen, club de Tioumen, en Sibérie presque à la frontière avec le Kazakhstan.
À l'été 2021, Bolinha s'engage avec l'ACCS Asnières Villeneuve 92, champion de France en titre qualifié pour la Ligue des champions 2021-2022. L'équipe francilienne passe le tour principal. Lors du Tour élite en Russie, ACCS et Bolinha commencent par s'incliner contre son ancien club MFK Tyumen (5-2). Lors du second match, malgré un but du break de Bolinha, l’ACCS et les Kazakhs de Keirat Almaty se quittent sur un score de parité (3-3), synonyme d'élimination pour les Français. ACCS terminent par un large succès face au Viten Orsha (10-5) avec un doublé pour Bolinha.

### International azéri
Naturalisé azéri en 2016, Thiago Bolinha est rapidement appelé dans l'équipe nationale locale. En Azerbaïdjan, il est rejoint par les Brésiliens Vassoura et Edu, puis Poletto, Fineo et Galo.
Avec l'équipe d'Azerbaïdjan, Bolinha dispute la phase finale de l'Euro 2016 terminée en phase de groupe. Bolinha participe aussi la Coupe du monde 2016 avec l'Azerbaïdjan.
Avant l'Euro 2018, le journal L'Équipe cite le pivot azerbaïdjanais parmi les joueurs à suivre durant le tournoi. Son triplé contre la France lors du second match de poule élimine les Bleus et qualifie son équipe en quart de finale (5-3),,,.
Fin 2019, Thiago Bolinha devient le troisième meilleur buteur de l'histoire de l'équipe nationale azerbaïdjanaise avec 18 buts. Il participe à remporter trois victoires consécutives lors des éliminatoires européens de la Coupe du monde 2020 contre la Moldavie (3-1), le Monténégro (3-2) et la Slovaquie (2-0).

## Statistiques
| Saison                | Club                    | Championnat           | Championnat | Championnat | Coupe(s) nationale(s) | Coupe(s) nationale(s) | Compétition(s) continentale(s) | Compétition(s) continentale(s) | Compétition(s) continentale(s) | Azerbaïdjan | Azerbaïdjan | Total | Total |
| Saison                | Club                    | Division              | M.          | B.          | M.                    | B.                    | Comp.                          | M.                             | B.                             | M.          | B.          | M.    | B.    |
| 2008                  | Maringá                 | D1                    | -           | -           | -                     | -                     | -                              | -                              | -                              | -           | -           | 0     | 0     |
| 2009                  | Maringá                 | D1                    | -           | -           | -                     | -                     | -                              | -                              | -                              | -           | -           | 0     | 0     |
| 2009-2010             | Araz Naxçivan           | D1                    | -           | -           | -                     | -                     | C1                             | 1                              | 1                              | 2           | 1           | 3     | 2     |
| 2010                  | Joinville Esporte Clube | D1                    | -           | -           | -                     | -                     | -                              | -                              | -                              | -           | -           | 0     | 0     |
| 2011                  | Tubarão                 | D1                    | -           | -           | -                     | -                     | -                              | -                              | -                              | -           | -           | 0     | 0     |
| 2011-2012             | Al-Yarmouk              | D1                    | -           | -           | -                     | -                     | -                              | -                              | -                              | 1           | 0           | 1     | 0     |
| 2014-2015             | Tulpar                  | D1                    | -           | -           | -                     | -                     | -                              | -                              | -                              | -           | -           | 0     | 0     |
| 2015-0000             | Tulpar                  | D1                    | -           | -           | -                     | -                     | -                              | -                              | -                              | -           | -           | 0     | 0     |
| 0000-2016             | Araz Naxçivan           | D1                    | -           | -           | -                     | -                     | -                              | -                              | -                              | -           | -           | 0     | 0     |
| 2016                  | Marreco Futsal          | D1                    | -           | -           | -                     | -                     | -                              | -                              | -                              | 5           | 7           | 5     | 7     |
| 2017-2018             | Araz Naxçivan           | D1                    | -           | -           | -                     | -                     | -                              | -                              | -                              | 3           | 3           | 3     | 3     |
| 2018-2019             | Norilsk Nickel          | D1                    | 35          | 26          | 2                     | 1                     | -                              | -                              | -                              | -           | -           | 37    | 27    |
| 2019-2020             | Norilsk Nickel          | D1                    | 17          | 3           | 1                     | 1                     | -                              | -                              | -                              | 5           | 5           | 23    | 9     |
| 2020-0000             | MFK Tyumen              | D1                    | 11          | 3           | 1                     | -                     | C1                             | 2                              | -                              | -           | -           | 14    | 3     |
| 0000-2021             | FC Salines              | D1                    | -           | -           | -                     | -                     | C1                             | 1                              | 1                              | 5           | 3           | 6     | 4     |
| 2021-2022             | ACCS                    | D2                    | 1           | 2           | -                     | -                     | C1                             | 6                              | 3                              | -           | -           | 7     | 5     |
| 2022                  | Bintang Timur Surabaya  | D1                    | -           | -           | -                     | -                     | -                              | -                              | -                              | -           | -           | 0     | 0     |
| Total sur la carrière | Total sur la carrière   | Total sur la carrière | 64          | 34          | 4                     | 2                     | -                              | 10                             | 5                              | 21          | 19          | 99    | 60    |

## Palmarès
- Coupe de Russie (1)
- Ligue Indonésienne de futsal (1)